# Frontière entre le Massachusetts et l'État de New York
La frontière entre le Massachusetts et l'État de New York est une frontière intérieure des États-Unis délimitant les territoires du Massachusetts à l'est et l'État de New York à l'ouest.
Son tracé débute au Montagnes Taconic au sud-est de la ville de Petersburg et suit une voie rectiligne jusqu'au 42e parallèle nord, au sud-ouest du mont Washington.

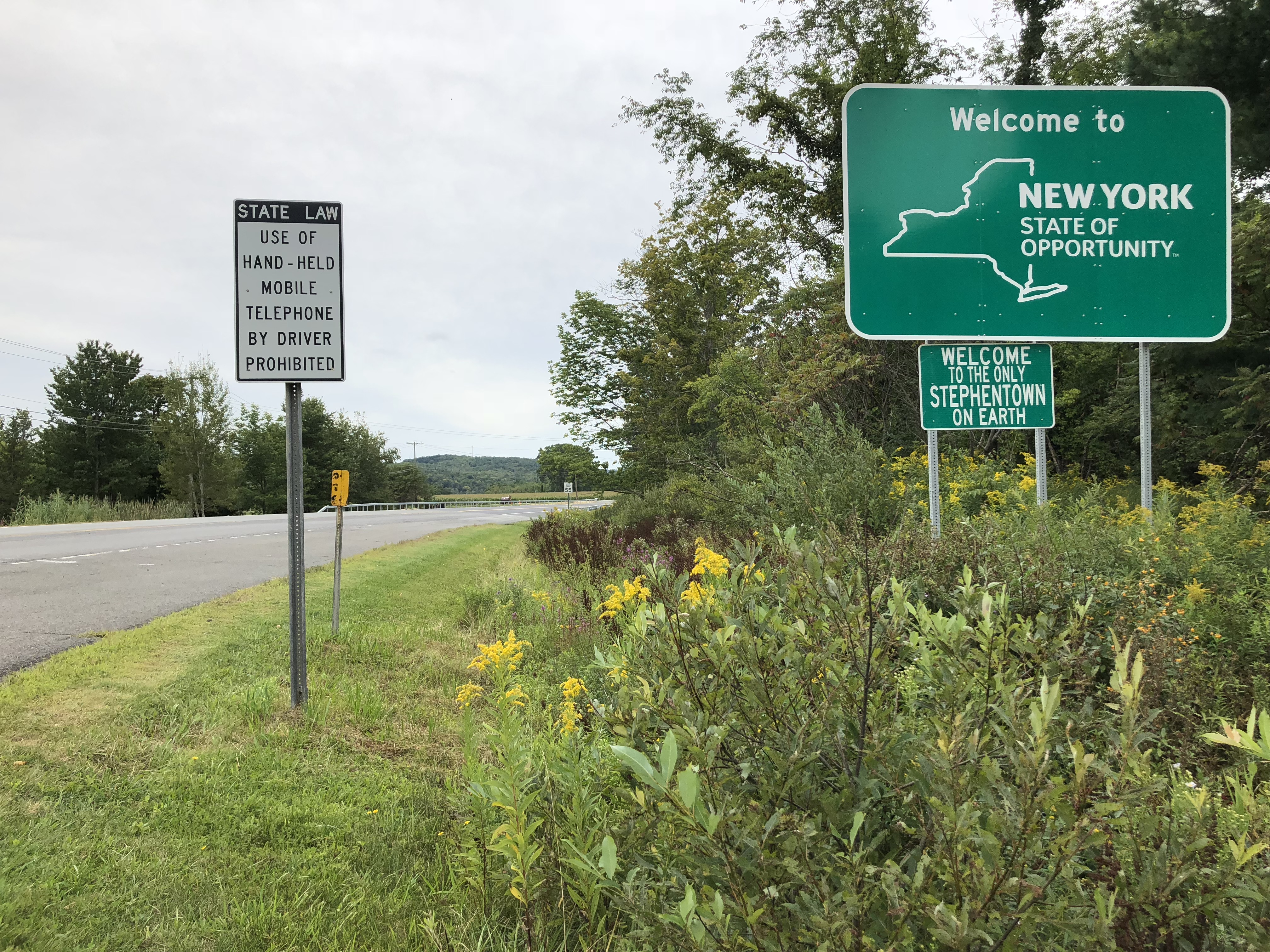
Entrée dans l'État de New York depuis la Massachusetts.